# Barbarakirche (Toszek)

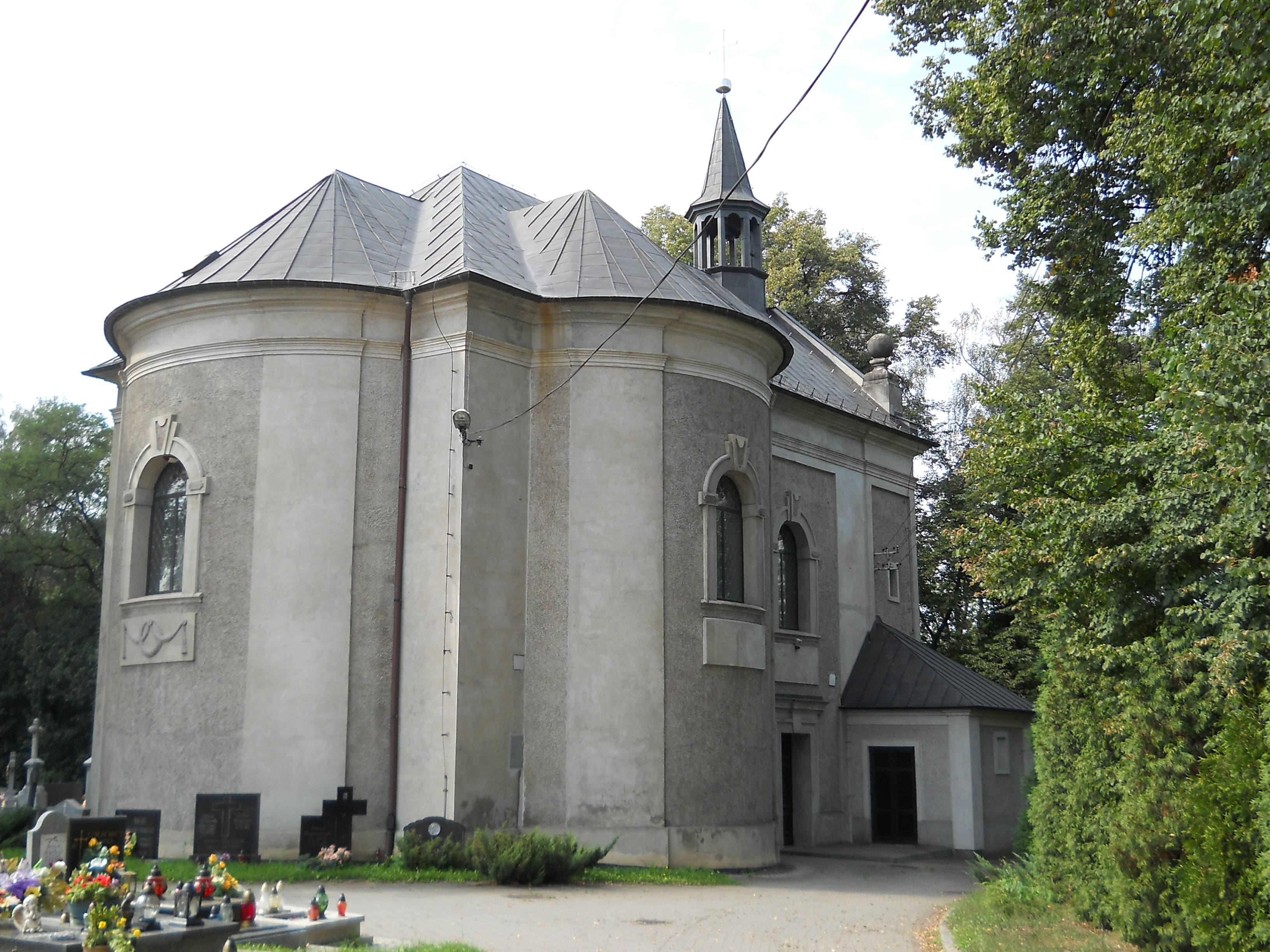
Die Barbarakirche

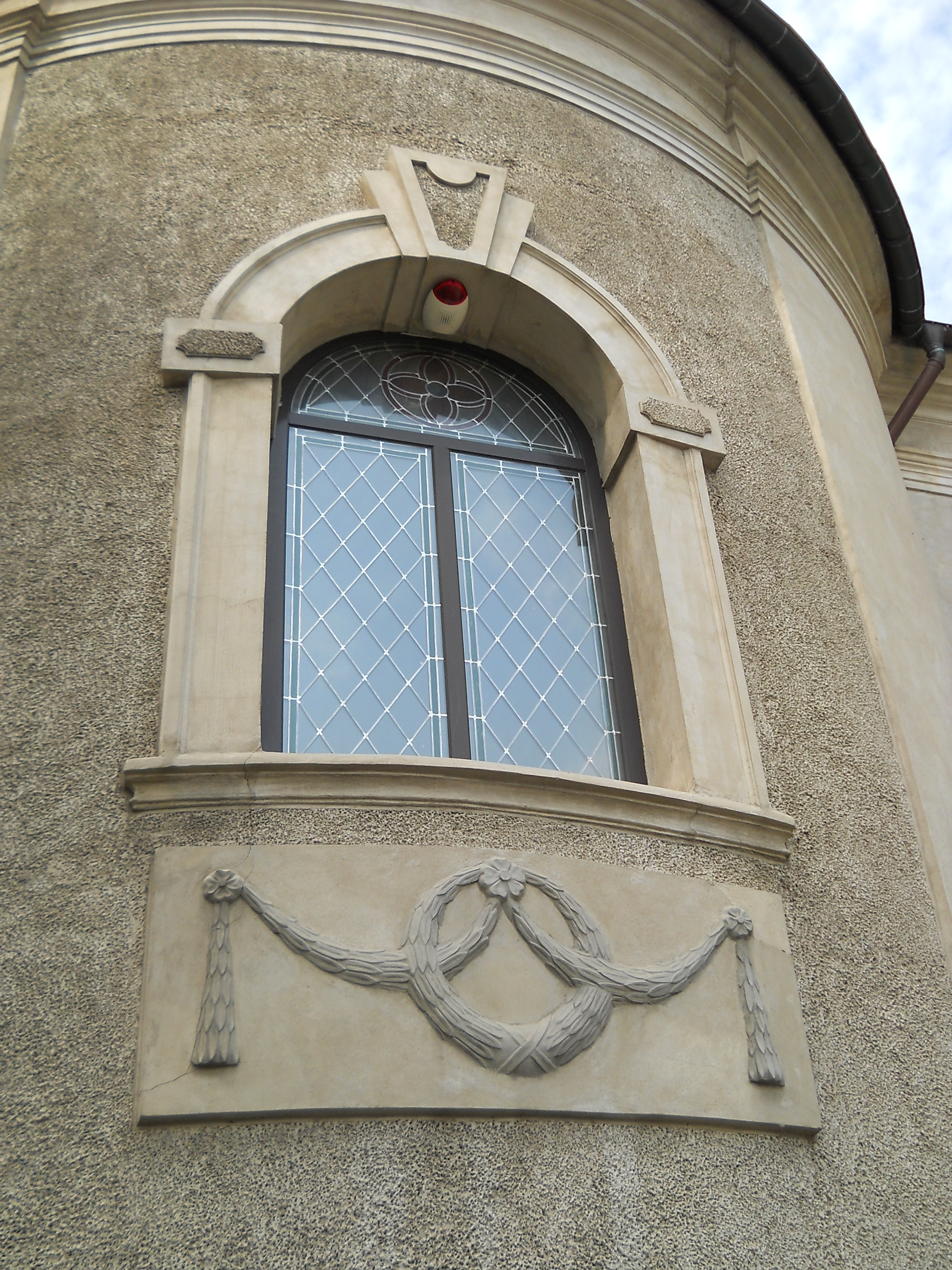
Fenster mit Fassadenschmuck

Die Barbarakirche in Toszek (Tost) ist eine römisch-katholische Friedhofskirche. Die neobarocke Kirche aus dem 19. Jahrhundert gehört zur Pfarrgemeinde der Katharinenkirche und befindet sich im Südwesten der Stadt an der Ulica Parkowa. Das Bauwerk hat keinen Kirchturm, hat aber ein kleines Türmchen als Dachreiter. Im Inneren ist sie neobarock ausgestattet. Der römisch-katholische Friedhof wurde in der ersten Hälfte des 18. Jahrhunderts angelegt.

## Geschichte
Die Barbarkirche wurde von 1848 bis 1849 auf Initiative des Erzpriesters Bannerth errichtet. Ursprünglich befand sich an ihrer Stelle eine hölzerne spätbarocke Kapelle aus dem Jahr 1720, die von Graf Kottulinsky gestiftet wurde und der Heiligen Barbara geweiht war. Während der Napoleonischen Kriege wurde diese Kapelle 1813 durch durchmarschierende russische Truppen in ein Pulvermagazin umfunktioniert, das während des großen Stadtbrandes am 20. Mai 1833 zerstört wurde. Zur Wiederherstellung fehlten zunächst die finanziellen Mittel.
Ab 1995 wurde die Barbarakirche umfangreich restauriert und ihr ursprüngliches Erscheinungsbild wiederhergestellt. An der Kirche befindet sich eine Gedenktafel für die Opfer des NKWD-Lagers in Toszek, die kurz nach ihrer Freilassung verstorben sind.